# Juan Betancourt
Juan Carlos López Betancourt, más conocido como Juan Betancourt (La Habana, Cuba, 22 de septiembre de 1990) es un actor y modelo cubano y español.

## Biografía
Juan Carlos López Betancourt nació el 22 de septiembre de 1990 en La Habana (Cuba), donde vivió hasta los 17 años. A los 18 se mudó a España, donde obtuvo la nacionalidad en 2014. Es nieto del escritor cubano Juan Manuel Betancourt.

## Trayectoria profesional

### Modelaje
Su carrera comenzó cuando un booker lo descubrió en Barcelona. Al poco tiempo, y tras pasar un casting para el desfile en exclusiva de Tom Ford en Londres, fue llamado para ser la imagen del lanzamiento de la línea de Skincare y maquillaje para hombres de Tom Ford. Posteriormente, ha trabajado con muchos diseñadores de moda y marcas internacionales, como para Giorgio Armani, Jean-Paul Gaultier, Ralph Lauren, Tommy Hilfiger, Desigual, Greg Laurene y Xti, junto a Irina Shayk.
Ha posado entre otras para las revistas Forbes Magazine, Vanity Fair, Adon Magazine, Esquire, GQ, Glamour Spain, Vogue Spain y Schön Magazine. También ha sido fotografiado por Xevi Muntané, Gorka Postigo, Sergi Pons, Edu García y Dennis Weber, entre otros. En 2015 fue el rostro en la portada de marzo de la revista Men's Health, y en 2017 para la portada de octubre.

### Carrera interpretativa y televisión
En 2016 rodó la película Las leyes de la termodinámica del productor Mateo Gil, junto a Berta Vázquez, Vito Sanz, Chino Darín y Vicky Luengo, que se estrenó en 2018. Posteriormente, participó en el cortometraje Desalia, la película, dirigido por Ernesto Sevilla y en el vídeo promocional My Summerland para Women'secret, al lado de Amaia Salamanca.
En 2017, fue uno de los concursantes de la segunda edición del programa de competición gastronómica MasterChef Celebrity, dónde coincidió con famosos de la talla de Silvia Abril, Edu Soto, Bibiana Fernández o José Corbacho, él fue el sexto expulsado. En abril de 2022 fichó como participante del concurso El desafío, presentado por Roberto Leal y compartió concurso con celebrities tales como Jesulín de Ubrique, Raquel Sánchez Silva, Omar Montes o Norma Duval. Meses después, se anunció su incorporación a la segunda temporada de la serie original de Atresmedia y con la participación de Netflix Toy Boy.

## Filmografía

### Cine
| Año  | Título                        | Personaje | Director        | Notas        |
| ---- | ----------------------------- | --------- | --------------- | ------------ |
| 2017 | Desalia, la película          | Andrés    | Ernesto Sevilla | Cortometraje |
| 2018 | Las leyes de la termodinámica | Lorenzo   | Mateo Gil       | Largometraje |

### Televisión

#### Series
| Año             | Título     | Personaje        | Cadena      | Notas        |
| --------------- | ---------- | ---------------- | ----------- | ------------ |
| 2021            | Toy Boy    | Juan             | Atresplayer | 2 episodios  |
| 2023 - presente | La Moderna | Fernando Collado | La 1        | ¿? episodios |

#### Programas
| Año  | Título                 | Cadena   | Notas                       |
| ---- | ---------------------- | -------- | --------------------------- |
| 2017 | MasterChef Celebrity 2 | La 1     | Concursante - 6.º expulsado |
| 2022 | El desafío 2           | Antena 3 | Concursante - Ganador       |

### Comerciales
| Año  | Título                           |
| ---- | -------------------------------- |
| 2015 | Benetton United Dreams           |
| 2017 | Wella Koleston                   |
| 2017 | Philip Watch                     |
| 2017 | La Gaceta (El Palacio de Hierro) |
| 2017 | My Summerland de Women'secret    |

## Premios
- Marie Claire Latin America’s Model of The Year (2015).[15]
- Men's Health al mejor modelo del año (2016).[16]